# Objets et biens culturels emportés d'Afrique
Les objets et biens culturels emportés d'Afrique sont des (ensembles d') œuvres et objets du patrimoine africain qui ont été emportés hors de leurs lieux de fabrication.
Ces déplacements, résultats d'achats, de dons, de legs, de trocs, de commandes auprès d'artistes et artisans, mais surtout de spoliations, pillages, vols et butins de guerre, ont résulté en une accumulation d'objets du patrimoine africain dans les collections occidentales, principalement colonisatrices : à Paris, à Londres, à Berlin, etc.
Un travail d'identification, de description et des initiatives de restitution est en place concernant ces objets. Ce travail évolue au gré des changements des cadres juridiques entourant les déplacements des éléments des patrimoines. Les volontés politiques, les pressions des opinions et les consciences populaires - sur le décalage entre l'Afrique productrice des objets et l'Occident propriétaire de fait et usufruitier de ces collections - poussent de plus en plus vers des partages de propriétés, des restitutions temporaires voire définitives.

## Histoire et contexte
La majorité des œuvres conservées dans les musées et collections ethnographiques en Europe ont été emportées des colonies.

« La situation des pays africains, notamment au sud du Sahara, (...). Il y a un constat de déperdition massive, quantitative et qualitative. Statistiquement, je pense qu’on peut dire en faisant la somme des inventaires des musées nationaux africains, qui tournent autour de 3 ou 5 000 quand c’est des grosses collections, que 90 à 95 % du patrimoine africain sont à l’extérieur du continent dans les grands musées. »

— Alain Godonou, conservateur, allocution au « Forum de l'UNESCO sur la mémoire et l'universalité », 5 février 2007.

### Traditions, matériels et fonds culturels en territoire africain

#### Bénin et Royaume d'Abomey
- Récades, sceptre originaires du royaume du Bénin dont des spécimens sont restitués lors d'une initiative de collectionneurs privés[2].

#### Empires du Mali
Les œuvres (poteries, céramiques, textiles...) des Tellem et Dogon.

#### Le golfe de Guinée, le Cameroun  et les peuples alentour
Une répartition simplifiée des aires culturelles du Cameroun divise le pays en 4 grands ensembles spatiaux culturels. Ces aires culturelles enjambent chaque fois les frontières nationales héritées du découpage arbitraire de la colonisation. Elles sont :
1. Les peuples des savanes du grand nord camerounais ; incluant le royaume de Adamawa qui s'étend au Nigeria.
2. Les peuples de la forêt essentiellement pygmées et bantous qu'on retrouve en Guinée-Équatoriale, au Gabon, Congo-Brazzaville et sud ouest de la république de Centrafrique[3].
3. Les peuples de la côte regroupant la grande famille des Sawa.
4. Les peuples de montagnes de l'ouest et du grassfield comprenant les Bamiléké, Bamouns, Tikar, peuples de la région du Nord-ouest ayant des similarité culturelles et des objets artistiques communs avec les Igbos du Nigeria.

De nombreux masques, statues, objets du quotidien et objets sacrés observés dans les collections occidentales et originaires de cette zone géographique sont essentiellement issus des peuples des montagnes. En effet, les grasfields ont - avant l'arrivée des colons et l'essor des musées européens - développé une production abondante d'objets sculptés sur bois, métaux, fibres et textiles. Foumban, dans le pays Bamoun est ainsi la capitale culturelle du Cameroun. Les musées et collections allemandes et françaises (puissances d'occupation) contiennent beaucoup de pièces originales « des céramistes, des sculpteurs et des fondeurs de la "prairie" », et du grassfield de l'ouest camerounais.
Dans le grand nord s'est développé une maîtrise des techniques artistiques et architecturales qu'on retrouve dans les maisons obus et l'habitat typique.

### Les restes humains
Les restes humains africains dans les collections européennes (ossements et restes corporels provenant de personnes originaires d'Afrique), sont conservés dans des musées, des institutions académiques et des collections privées à travers l'Europe. Cette pratique découle directement de l'histoire coloniale de l'Europe en Afrique, caractérisée par des actes de collecte, de pillage, des expéditions scientifiques, des missions anthropologiques et des campagnes militaires qui ont abouti à la collecte et à l'exportation de restes humains vers l'Europe. Ces pratiques étaient souvent accompagnées d'une déshumanisation des populations indigènes et d'une utilisation abusive des ressources culturelles.
Les restes humains ont été obtenus sans le consentement des individus ou de leurs communautés, remettant en question le respect de la dignité humaine et des droits fondamentaux. Les communautés africaines revendiquent le droit à la reconnaissance et à la réconciliation, arguant que la restitution des restes humains est essentielle pour guérir les traumatismes historiques et restaurer la dignité des peuples concernés. 
En décembre 2023, le Parlement français s'apprête à adopter une loi fixant un cadre pour restituer à des États des « restes humains » présents dans les collections publiques françaises. Cette initiative vise à « apaiser et réconcilier les mémoires » concernant des vestiges « parfois entrés dans nos collections après avoir été acquis de manière illégitime voire violente », notamment lors de conquêtes coloniales, selon la ministre de la Culture Rima Abdul Malak. 
Cette proposition de loi, initiée par les sénateurs Catherine Morin-Desailly, Pierre Ouzoulias et Max Brisson, crée une dérogation au principe d'inaliénabilité des collections. Elle permettra par décret en Conseil d'État de faire sortir des collections des restes humains « de personnes mortes après l'an 1500 », afin de les restituer à leur pays d'origine. Cette mesure vise à faciliter les démarches de restitution, alignant la France sur les efforts internationaux en matière de justice historique et culturelle. La loi-cadre permettra la restitution prochaine de restes humains, comme le squelette du fils d'un chef amérindien de la communauté Liempichún, réclamé par l'Argentine et sa communauté Mapuche, ainsi que des crânes Sakalaves de Madagascar, tous conservés au musée de l'Homme à Paris.
Une enquête du New York Times publiée le 28 novembre 2022 a mis en lumière un aspect des collections coloniales du musée de l’Homme à Paris : la détention de 18 000 crânes d’Africains, d’Australiens et d’Indiens d’Amérique, conservés au sous-sol, place du Trocadéro. Cet article a provoqué un silence, illustrant un tabou persistant autour du néo-colonialisme.

## Transferts de propriété et transport des œuvres

### Déroulement (processus)

#### Par la force, le pillage, le sac, la spoliation, le consentement forcé
Les raids militaires et les expéditions punitives de la seconde moitié du XIXe siècle et du début du XXe permettent aux puissances coloniales de réaliser des prises conséquentes d'objets et de biens du patrimoine culturel africain.
Du temps de l'État indépendant du Congo, certains objets sont acquis par pillage, prise d’otages ou profanation, des méthodes reconnues aujourd'hui comme illégales.
Le pillage des œuvres d'art du royaume d'Abomey a été flagrant. Il a été effectué par le colonel français Alfred Amédée Dodds en 1892. L'incendie et le sac de la ville de Hickory Town — aujourd'hui Bonabéri, sur la rive droite du Wouri — à Douala au Cameroun, a donné lieu au pillage des biens culturels de la communauté Bell chez les Sawa. En effet, le 22 décembre 1884, à bord du bateau de guerre « Olga », pour anéantir les chef des Bonabéri qui lui est insoumis, Max Buchner lance des grenades sur Hickory Town (Bonabéri). Après des manœuvres à terre, le palais de Lock Priso (Kum’a Mbape) est mis à sac et incendié. Avant l'incendie, Max Buchner demande à ses soldats de le laisser inspecter les maisons du palais à la recherche de curiosités ethnographiques. Le Tangué de Lock Priso Bell est son butin le plus précieux. Cette grande sculpture, proue princière de la pirogue de Lock Priso, est envoyé à Munich. Le prince Kuma Dumbè milite pour la restitution à travers l'association AfricAvenir.
Le chute de Magdala le 13 avril 1868 en Éthiopie devant les forces britanniques donne lieu au pillage d'objets et biens patrimoniaux.

#### Par la ruse, les vols et divers trafics
Le masque de Makonbe exposé au musée suisse avait été volé en Tanzanie en 1984,.  Il appartient depuis à un collectionneur parisien[réf. nécessaire].
Une bible et un fouet ayant appartenu à Hendrik Witbooi, héros du peuple nama, ont été volés par des Allemands en 1893, à l'époque coloniale.

#### Par les échanges, les achats, dons et gestes d'hospitalité
Des ethnologues ont aussi collecté des objets vendus ou achetés et le prétexte de l'étude a été abondamment utilisé pour prélever des objets.

### Lieux d'exils

#### Collections privées
Deux collectionneurs européens ont possédé des œuvres considérées comme volées depuis environ 130 ans, trente-sept récades anciennes, des sabres et six objets royaux et de culte fon,. Il s'agit d'Alfred Testard de Marans (1860-1890), chargé de la direction du service administratif lors de l’organisation de l’expédition du Dahomey en 1890, ainsi que l’abbé Le Gardinier, missionnaire colonial, curé de Tastot, qui s’était vu léguer un petit ensemble par un officier ayant participé. Un collectif de galéristes les a acquis lors d'une vente aux enchères à Nantes. Restitués au Bénin, ils constituent aujourd'hui un des fonds du Petit Musée de la Récade à Cotonou.
Émile Pierre Joseph Storms a rapporté de nombreux objets et artefacts en Belgique, y compris des restes humains, comme le crâne du chef Lusinga quand il est revenu de la quatrième expédition de l'Association internationale africaine, créée sous l'impulsion de Léopold II pour explorer et conquérir le territoire qui deviendra en 1885 l'État indépendant du Congo.

« Nous vous approuvons de consacrer vos loisirs à la formation de collections d’histoire naturelle. Ne vous pressez pas d’expédier en Europe vos échantillons. (…) Ne manquez pas non plus de recueillir quelques crânes de nègres indigènes si vous le pouvez sans froisser les sentiments superstitieux de vos gens. Choisissez autant que possible les crânes d’individus appartenant à une race bien tranchée, et dont le caractère n’a pas subi de modifications physiques par suite de croisements. Notez soigneusement le lieu d’origine des sujets, ainsi que leur âge quand cela est possible. »

— Maximilien Strauch, proche conseiller de Léopold II, écrit le 20 juillet 1883 à Émile Pierre Joseph Storms
Ces crânes, ramenés en Belgique  par le lieutenant en 1884, avec des dizaines d’autres objets dont des statuettes en bois et après un épisode sanglant de la conquête coloniale dans la région du lac Tanganika, sont ceux de trois chefs de village[Lesquels ?] décapités et exhibés pour terroriser les résistants. Storms conserve ces restes qu’il ramene ensuite.
Ces restes ont été donnés à l’anthropologue Émile Houzé, qui a écrit un traité sur le sujet dans lequel il a vu la « dégénérescence » dans le crâne[réf. incomplète]. Cette collection, conservée aux musée royal de l'Afrique centrale de Tervuren et Muséum des sciences naturelles, est depuis lors sur la liste des objets pouvant être restitués. En 2018, une enquête journalistique dénonçait la présence de ces objets ramenés dans le cadre de conquêtes violentes et de pillages. Cette enquête cite l'ordre donné au militaire concernant la constitution d'une collection de butins anthropologique.

#### Collections publiques
Les collections publiques françaises comptent au moins 90 000 objets provenant de l'Afrique noire. Le musée du Quai Branly à Paris dispose de la plus grande collection d'arts premiers avec 70 000 pièces. En France, il est la référence en matière ethnographique. Près de 20 000 autres objets sont dans les autres musées français.
Outre les musées, les bibliothèques sont les autres grands bénéficiaires des partitions des ensembles culturels quelques fois originaires des mêmes lieux. Tandis que les objets allaient aux musées, les livres, manuscrits, archives, et autres documents sonores, photo, cinématographiques réalisés du temps des colonies se sont retrouvés dans des bibliothèques.
Le Forum Humboldt de Berlin possède 75 000 pièces d'origine africaine et le British Museum 69 000 pièces.
D'importantes collections d'Afrique constituent le fond de l'AfricaMuseum à Bruxelles (anciennement MRAC), qui contiendrait 120 000 objets ethnographiques estimés expropriés.
En 2020, le MRAC  se lance dans un inventaire et la mise en ligne de toutes ses collections ethnographiques et archives. Ces collections comprennent, avec celles du musée du quai Branly, des dizaines de milliers d'œuvres considérées comme expropriées.

### Quelques objets et œuvres collectionnés hors d'Afrique
Selon Le Monde, la collection de crânes du musée de l'Homme s'élève à 18 000 spécimens conservés dans des cartons. 

« Les têtes coupées – trophées de guerre ou « éléments scientifiques » – récoltées dans les « colonies » peuplent les musées européens. 
Conservé dans les collections du Musée de l’homme, à Paris, le crâne du cheikh Bouziane fait partie des vingt-quatre restes mortuaires que la France restitue, ce vendredi 3 juillet [2020], à l’Algérie »

## Aujourd'hui
Il est difficile de sourcer l'évolution du questionnement sur la restitution des objets et biens culturels africains pillés. Les actions d'éclat[pas clair], les allusions dans les films comme Black Panther et autres initiatives médiatisées démocratisent les interrogations sur le sort des biens culturels africains parsemés dans les musées à l'étranger. En Allemagne et au Canada, les musées sont déjà avancés dans les réflexions sur l'avenir[pas clair] des biens pillés. Au Royaume-Uni, en France et en Belgique, il y a procrastination sur le sujet[style à revoir].

### Réclamations

#### Consciences populaires et montées des opinions publiques
L'opinion publique se mêle de plus en plus de la question de la présence des œuvres emportées d'Afrique et conservées dans les musées occidentaux. La restitution n'est plus une affaire réservée à quelques privilégiés. Internet favorisant la communication, des messages échangés sur des plates-formes de réseaux sociaux, des films, documentaires, chansons... abondent en Afrique et dans ses diasporas. De l'autre côté, un lobby anti-restitution s'est mis en place pour maintenir la situation actuelle des collections inchangée.
Achille Mbembe estime dans Les nouvelles relations Afrique - France en octobre 2021 que :

« Les demandes en faveur d’un accès universel aux chefs-d’œuvre de l’humanité et du retour des biens culturels dans leur pays d’origine ne cesseront de se multiplier dans les années qui viennent. Ces demandes et revendications porteront sur les œuvres et objets dont l’acquisition s’est faite d’une manière qui, du point de vue éthique, n’est défendable ni hier, ni aujourd’hui. Leur dimension internationale ira croissante. Il n’est pas certain que sur le plan international, les mécanismes juridiques existants suffisent à les prendre en charge, encore moins à y apporter satisfaction ou à concilier les attentes contradictoires que suscitent ces demandes. »

Des initiatives telles celles du CRAN, de Alter Natives, de Kwame Opuku ou encore du prince Kuma Dumbè à travers l'association AfricAvenir, militent pour la restitution. En 2017, la Documenta, grand rendez-vous de l'art contemporain à Cassel en Allemagne, a donné une place clé au thème de la restitution.
Sous la pression de l'opinion, des musées à Berlin ont reconnu qu'une partie de leurs collections provenait de pillages militaires[réf. souhaitée].
Au Bénin, la fondation de Marie-Cécile Zinsou se mobilise pour la restitution via les jeunes et les réseaux sociaux. À Berlin, l'association No Humboldt 21 fédère les personnes qui réclament la restitution des restes humains et biens culturels africains. À l'université de Cambridge, un groupe de jeunes s'engagent pour la restitution des œuvres faisant partie du patrimoine culturel africain. La demande de restitution des biens pillés[Quand ?] à Magdala en Éthiopie a permis le retour[Quand ?] de 10 œuvres mais 468 autres objets sont encore réclamés par l'Afromet.

À l'inauguration de l'AfricaMuséum à Bruxelles, le 8 décembre 2020, le président de la RDC déclare : 

« C'est une chose de demander la restitution des objets, c'en est une autre de les conserver correctement. L'idée est donc là, mais il faut le faire progressivement. C'est un héritage congolais, donc un jour il faudra bien qu'il nous revienne, mais il faut que cela se fasse de manière organisée »

— Félix Tshisekedi
Pour Boris Wastiau, la cause est d'ailleurs entendue :

« Dans les années qui viennent, se posera de plus en plus la question de la propriété des biens culturels. Par exemple, des représentants des peuples amérindiens viendront tôt ou tard nous demander de restituer certains objets issus des collections du Musée d'ethnographie de Genève et nous collaborerons ouvertement avec eux. Dans cette perspective, je considère les musées comme les détenteurs provisoires de leurs collections. »

— Boris Wastiau, directeur du Musée d'ethnographie de Genève.
Sur plusieurs médias, en réaction aux déclarations d'Emmanuel Macron, le président du musée du quai Branly souligne que :

« — [on ne] peut avoir un continent privé à ce point des témoignages de son passé et de son génie plastique

— [la situation] n’a pas vocation à durer

— le destin de ces pièces passera certainement par le retour d’une partie d’entre elles,. »

— Stéphane	Martin, président du musée du quai Branly

#### Réclamations: éléments de chronologie
Des pays comme l'Éthiopie et le Nigeria réclament depuis le début du XXIe siècle le retour d'objets disparus pendant la colonisation. La plupart de ces réclamations sont passées sous silence en Occident.
- 1940 : demande de restitution[Par qui ?] des restes de la Vénus hottentote.
- 2006 : le musée de Tanzanie réclame un masque Makombe, volé[Quand ?], avec 16 autres artefacts, au musée national de Tanzanie.
- 26 août 2016 : Aurélien Agbénonci, le ministre béninois des Affaires étrangères et de la Coopération, demande, dans une lettre officielle, la restitution des statues et des insignes emportés lors du sac des palais d'Abomey en 1892  par le colonel français Alfred Amédée Dodds. Cette collection fût par la suite offerte au musée d’ethnographie du Trocadéro, et puis a intégré le musée du quai Branly. Le gouvernement français refuse la rétrocession le 12 décembre 2016 au nom du principe d’inaliénabilité[Sarr/Savoy 4].
- Début juillet 2018, en France, des responsables des musées détenant des collections d’objets africains se sont montrés ouverts à coopérer aux démarches de restitution[réf. nécessaire].
- 2 avril 2024 : le British Museum fait l'objet d'investigation de la part du gendarme de la Communication. Le musée aurait dissimulé des informations autour d’une dizaine de tablettes sacrées, pillées en Éthiopie, lors de la colonisation. L'Éthiopie réclame la restitution de ces objets d'arts[33].
- 21 mars 2025 : le président français Emmanuel Macron s'engage à la restitution de trois crânes sakalava à l'État de Madagascar, jusqu’alors conservés au musée de l'Homme, à Paris, en France[34].

### Processus de restitutions

#### Conditions et cadres juridiques
Sur le plan juridique, les pays protègent les collections de leurs musées par les principes d'inaliénabilité de propriété et d'appartenance au patrimoine national. La décision de restitution ne pouvant dès lors être prise que par les gouvernements où les parlements. En 2021, seules quelques lois ont apporté des dérogations à ce principe et ouvert la voie à des restitutions. En Belgique, il n'existe aucun cadre juridique pour la restitution. Des initiatives ont été prises et une commission parlementaire consacrée au passé colonial a été mise en place pour élaborer des critères mais des suites concrètes restent attendues. Des lois sont élaborés dans certains pays (Suisse, etc.) et encadrent la restitution des biens.
En France, Emmanuel Macron va à l'encontre des décisions de ses prédécesseurs, quand il met en œuvre un programme de restituions suivant le rapport Sarr et Savoy,. Dans les lettres de mission adressée à Felwine Sarr et Bénédicte Savoy, Emmanuel Macron évoque des restitutions temporaires pour augmenter la circulation des œuvres, mais il mentionne aussi une modification pérenne des inventaires pour des restitutions définitives. La lettre reprend le mot restitution 3 fois. Excluant ainsi les querelles, doutes et interprétations sur les possibilités désormais ouvertes de transfert de propriété.
Une convention de l'UNESCO sur « l’importation, l’exportation et le transfert illicites des biens culturels », adoptée en 1970, ouvre la voie à des restitutions d’objets mis récemment en circulation. Vers la fin des années 1970, l'UNESCO réalise un formulaire type de demandes de retour et de restitution.
Non rétroactive, ratifiée en 1997 par la France et 2009 par la Belgique, elle ne couvre pas les objets récoltés durant la période coloniale, pourtant ponctuée de nombreux épisodes violents. Les pièces maîtresses pillées durant les campagnes militaires restent donc intouchables.
Il y a alors deux options :
1. Les prêts à long terme ou  des « restitutions » sous formes numériques[8], décidés par les conservateurs entre musées. Cette option arrange les détenteurs actuels des collections[25].
2. L'établissement après inventaire de l'origine africaine de l'œuvre[d]. Cette option - non privilégié par les collectionneurs occidentaux[e] - donne des arguments aux pays africains pour la mise en place d'une demande de restitution.

#### Restitutions réalisées
- Restitution de la dépouille de Saartjie Baartman, dite Vénus Hottentote, à l'Afrique du Sud en 2002[39].
- L'obélisque d'Aksoum (Éthiopie) en 2008[40].
- En 2015, 26 biens culturels archéologiques restitués par la Suisse à l’ambassade d'Égypte à Berne[37].
- Masque makondé (Tanzanie) restitué / donné[37] par le musée Barbier-Mueller, à Genève le 10 mai 2010 après une plainte de la Tanzanie à l'UNESCO en 2006, plainte désormais retirée[41],[42],[43],[44],[45].
- Les récades du royaume d'Abomey (initiative spontanée de restitution par des collectionneurs privés)[46].
- Le sabre dit d'El Hadj Oumar Tall[9]. En décembre 2020, le Parlement vote une loi autorisant la restitution du sabre et de son fourreau au Sénégal[47], le faisant de fait sortir des collections du musée de l'Armée[48].
- 19 crânes et des ossements des tribus Herero et Nama sont restitués le 29 août 2018 par l'Allemagne à la Namibie. Ces objets ont été emportés lors du massacre des Héréros et des Namas en 1904, ce que les historiens considèrent comme le premier génocide du XXe siècle. C'est la troisième restitution après celles de 2011 et 2016[49],[50],[51]. Les objets proviennent de la collection anthropologique de la clinique universitaire berlinoise de la Charité[52],[53].
- Le 7 juin 2018, Sindika Dokolo restitue à travers sa fondation 6 œuvres volées au peuple tchokwé pendant la guerre civile d'Angola, que sa fondation avait racheté.
- La bible et le fouet d'Hendrik Witbooi ont été restitués par l'Allemagne à la Namibie le 28 février 2019[16].
- En 2014 et 2019[54], Mark Walker, un héritier du butin de l'expédition militaire de 1897 à Benin City au Nigéria[55], restitue des biens saisis par son grand père Herbert[56],[57].
- En 2020, La France restitue les crânes de résistants commandés par Ahmed Bouziane, décapités en Algérie en 1849 et exposés à Paris[28]

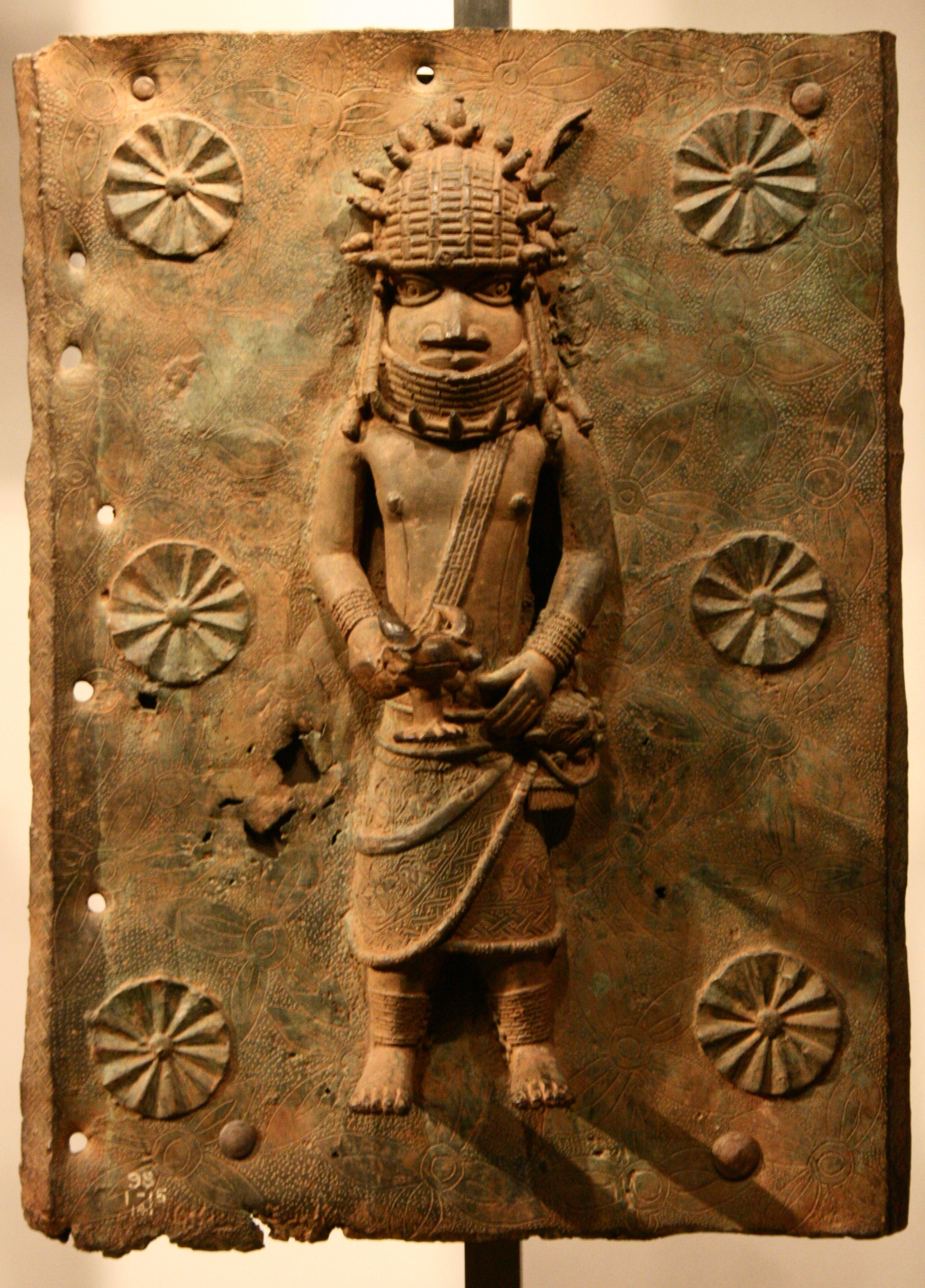
Une plaque de bronze du Bénin exposée au British Museum.

- Le 30 avril 2021, l'Allemagne accepte de restituer des bronzes du Bénin pillés en 1897[58]. En décembre 2022, Annalena Baerbock et Claudia Roth, ministres allemandes, respectivement, des Affaires étrangères et de la Culture, se rendent à Abuja, capitale du Nigéria, pour remettre 23 des bronzes, étant entendu qu'ils seraient exposés dans un nouveau musée[59]. L'Allemagne a également officiellement transféré la propriété de plus d'un millier d'autres trésors du Bénin à l'État nigérian, même si certains resteront en prêt et d'autres voyageront dans des expositions.

Or, au lieu de placer les bronzes dans un musée, le président Muhammadu Buhari les a transmis à Ewuaré II, l'Oba, ou roi du Bénin, qui déterminera désormais leur sort. Ainsi, le groupe de bronzes du Bénin que l'Allemagne a restitués au Nigeria a disparu dans une collection privée au lieu d'être exposé dans un musée comme promis, incitant certains observateurs à qualifier la restitution de « fiasco ». Brigitta Hauser-Schäublin, professeur émérite d'anthropologie à l'université de Göttingen, remarque dans la Frankfurter Allgemeine Zeitung : « Ce que les politiciens considéraient comme le retour du patrimoine culturel à la "nation nigériane" s'est plutôt transformé en un cadeau à une seule famille royale ». Le British Museum et d'autres institutions de Londres ont jusqu'à présent résisté aux pressions pour renoncer à leurs bronzes béninois sont susceptibles de prendre note de ce précédent. En 2019, la chaîne de télévision allemande Deutsche Welle accompagne une délégation d'officiels allemands en visite africaine, à la suite de quoi elle produit le documentaire The stolen soul - looted art from Africa, qui revient sur certains projets de restitution par l'Allemagne, notamment au Nigéria d'objets appartenant au royaume du Bénin.

#### Restitutions (partiellement) réalisées
- 10 œuvres sont restituées mais 468 autres objets pillés en 1868 en Éthiopie par les forces britanniques sont encore réclamées par l'Afromet.
- Jan Baptist Bedaux, collectionneur néerlandais, (lié à Rogier Michiel Alphons Bedaux) propose de restituer 650 pièces d'objets Tellem et Dogon au musée de Bamako au Mali[Sarr/Savoy 16].
- Le collectionneur Joe Mulholland et sa famille à Glasgow souhaitent restituer environ 100 pièces au Mali[réf. nécessaire].

#### Restitution en cours
- Le Trésor de Béhanzin[9]

##### Restitution au Bénin par la France
La restitution des biens culturels du Bénin par la France est un processus démarré par la demande officielle effectuée en juillet 2016 par le président béninois Patrice Talon au sujet des biens saisis au Bénin lors du sac effectué par les soldats français à Abomey en 1892.
En 7 jours, 15 000 personnes - plus qu'en un an - visitent la collection d'objets qui quittera la France pour être restituée.

##### Restitutions par l'AfricaMuseum
Le 31 janvier 2020, le conseil de direction de l'AfricaMuseum à Bruxelles communique sur le fait qu'il adopte une approche ouverte et constructive sur la restitution du patrimoine culturel africain. Il affirme qu'« il n'est pas normal qu'une partie aussi importante du patrimoine culturel africain se trouve en Occident, alors que les pays d'origine en sont en fait les propriétaires moraux » et reconnaît que ces « collections ont été en partie acquises au cours de la période coloniale dans le contexte d’une politique d’inégalité légale : les gens étaient forcés ou mis sous pression pour abandonner des objets, ils étaient trop faibles pour négocier le prix quand ils voulaient vendre des objets ».

##### Restitution à la Côte d'Ivoire par le Japon
En mars 2025, le Japon restitue à la Côte d'Ivoire six biens culturels appartenant au groupe Akan. À l’origine, ces objets culturels avaient été offerts en 1993 par le président Félix Houphouët-Boigny à la cour impériale du Japon. Plus de trente ans plus tard, la princesse Takamado a décidé de les rétrocéder, pour notamment des raisons spirituelles. Selon une source proche du dossier, « dans la tradition japonaise, le masque est considéré comme un esprit : il doit revenir dans ses terres ».

### Restitution au Bénin par la Finlande
Le 13 mai 2025, la Finlande restitue au Bénin un kataklè, un siège royal à trois pieds provenant du Dahomey, qui a été retrouvé au Musée national finlandais.

#### Restitution à la Côte d’Ivoire par la France
Le 28 avril 2025, les sénateurs français se prononcent sur une proposition de loi devant permettre le retour en Côte d’Ivoire d’un objet saisi en 1916, le Djidji Ayokwe. Le projet de loi est adopté à l'unanimité en première lecture, au Sénat. L'Assemblée nationale se saisit ensuite du projet de loi. Le 7 juillet 2025, l’Assemblée nationale adopte à l'unanimité une loi portant sur la déclassification du tambour parleur « Djidji Ayokwe » des collections publiques françaises, dans le but de le restituer à la Côte d’Ivoire.

### Restitution d'oeuvre d'art au Nigéria par le Pays-Bas
En juin 2025, les Pays-Bas restituent officiellement 119 sculptures de la collection de bronzes du Bénin, pillées dans le royaume éponyme, dans l'actuel État d'Edo, au Nigéria, par les forces coloniales britanniques.

### Demande de restitution d'œuvres d'art par le Mozambique
En mai 2025, le Mozambique entame une demande de restitution de ses œuvres d'art pillées lors de l'époque coloniale. D’après la ministre mozambicaine de la Culture, au moins 800 œuvres d’art ou objets patrimoniaux ont été pillés durant la colonisation. Un certain nombre ont été exposés dans des musées au Portugal, mais aussi dans le reste de l’Europe.

### Demande de restitution par le Niger à la France
Le 17 juillet 2025, plusieurs journaux révèlent que, d'après une lettre du représentant permanent de la France à l’ONU datée du 19 juin 2025, la France a fait part aux autorités nigériennes de sa volonté de restituer des objets culturels pillés lors de l'époque coloniale,. Dans cette lettre, il déclare également que Paris est « ouvert au dialogue bilatéral avec les autorités nigériennes, ainsi qu’à toute collaboration en matière de recherche de provenance ou de coopération patrimoniale ».

#### Œuvres interdites de restitution
Lois de l'inaliénabilité des œuvres. De nombreuses œuvres venant de collections privées prêtées pour des expositions au musée du Quai Branly sont protégées par ces lois.
Le droit[Où ?] ne prend en compte des prises de guerre qu'à partir de 1899 avec la première conférence de La Haye. Tout objet pillé avant cette date est considéré comme inaliénable.

### Musées africains impliqués dans les processus de restitutions
Le musée des civilisations noires au Sénégal est l'un des plus vastes, financé par la Chine, avec une capacité d'accueil de 18 000 pièces.
Le musée national de Kinshasa au Congo est récent et construit par une coopération sud-coréenne.

## Critique
L'historien de l'art africain Bertrand Goy rappelle que l'extrême majorité des œuvres arrivées en Europe ne sont pas issues de pillage mais de commerce (à une époque où personne n'imaginait qu'elles auraient un jour une forte valeur marchande), alors que de nombreux conservateurs de musée rappellent que les vols artistiques ont aussi été internes à l'Afrique, sans provoquer les mêmes débats entre musées du continent. Les très mauvaises conditions de conservation dans certains musées africains sont enfin pointées du doigt, tout comme le précédent du musée royal de l'Afrique centrale de Tervuren en Belgique, qui avait restitué 114 œuvres au Congo dans les années 1970-1980, dont il ne reste que 21 exemplaires en 2018, la plupart ayant été depuis volées ou revendues dans l'illégalité.